# Palazzo dei Pittori

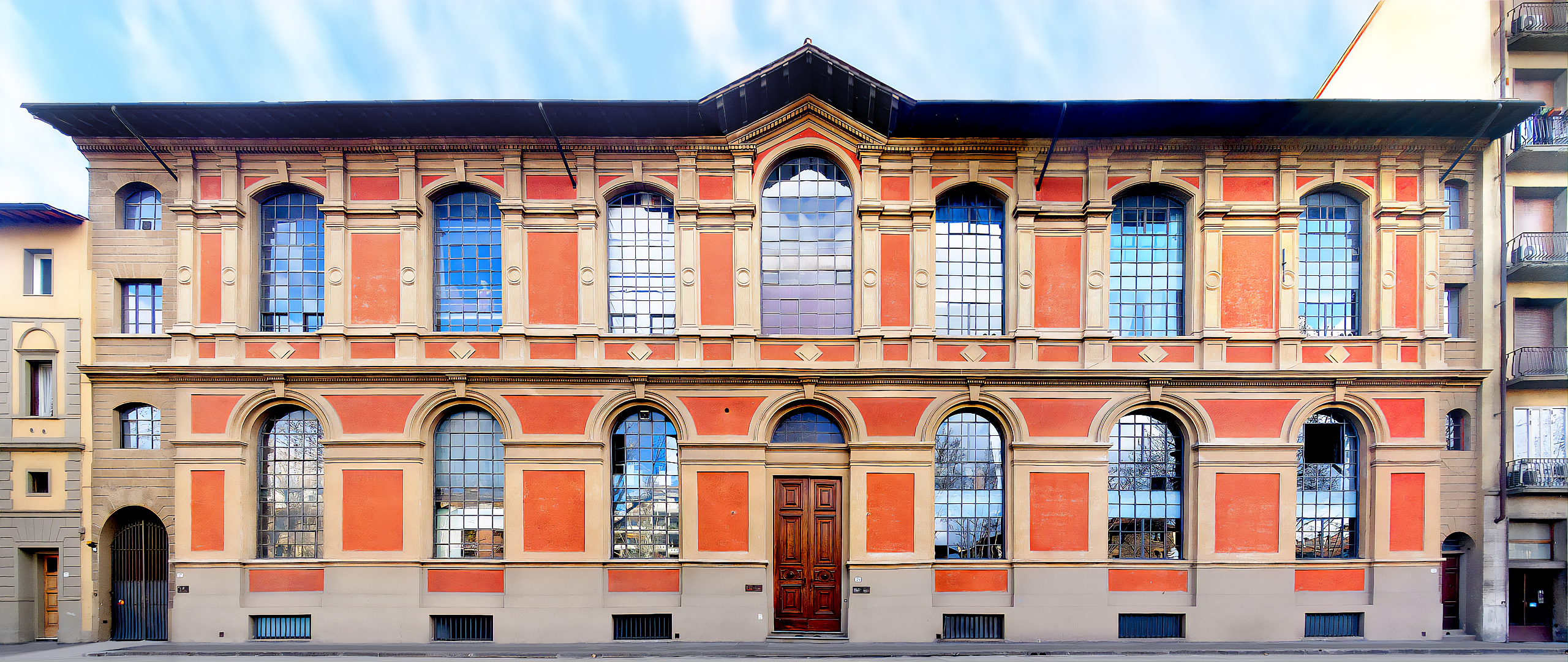
Palazzo dei Pittori, 2015

Der Palazzo dei Pittori, deutsch Malerpalast, auch Casa Swertschkoff genannt, ist ein Künstlerhaus im Baustil der Neorenaissance in Florenz.

## Beschreibung
Das Künstlerhaus ist ein Bau der Neorenaissance mit neunachsiger, durch Pilaster gegliederter, symmetrischer Hauptfassade, die durch große Atelierfenster geprägt wird. Die Mittelachse, die ein Rundbogenportal mit einer knapp sechs Meter hohen, doppelflügligen Türe aus Walnussholz und ein besonders großes Rundbogenfenster betonen, kennzeichnet ein Tympanon, das die horizontale Linie des Hauptgesimses und des auskragenden Dachs durchbricht. An den äußeren Enden der Hauptfassade sind Seiteneingänge platziert. Während die Atelierfenster im Hochparterre im Rundbogenformat ausgeführt sind, zeigen die anderen Fenster mit Ausnahme des großen Fensters in der betonten Mittelachse und zwei kleiner rechteckiger Fenster in den äußeren Achsen Segmentbögen.
Hinter dem Haupteingang befindet sich eine monumentale Halle mit einer Treppe, die mit Wanddekorationen in den charakteristischen Farben pompejirot und savoyenblau gestaltet ist. Die Decke des Treppenhauses ist mit geschnitzten Profilen geschmückt und zeigt Flächen mit grotesken Wandmalereien.

## Geschichte
Wladimir Dmitrijewitsch Swertschkow, Sohn eines russischen Generalmajors, hatte Anfang der 1840er Jahre infolge eines Skandals eine Militärkarriere in der russischen Armee beendet und sich danach in Oberschleißheim bei München niedergelassen, wo er eine Villa als Wohn- und Arbeitsstätte errichten ließ. Dort widmete er sich der Stillleben- und Glasmalerei sowie dem Kunsthandel. 1873 verlegte er seinen Hauptwohnsitz nach Florenz, in den Palazzo dei Pittori, ein  Atelierhaus an einer Uferstraße des Mungnone (heute Viale Giovanni Milton 47–49). Dieses Haus könnte bereits in der zweiten Hälfte der 1860er Jahre, als Florenz infolge der Septemberkonvention italienische Hauptstadt geworden war, von einem englischen Maler namens Lemon, vielleicht Alfred David Lemon (1815–1899) oder dessen Sohn Arthur Lemon (1850–1912), in Auftrag gegeben und nach Plänen des italienischen Architekten Tito Bellini ausgeführt worden sein. Als Erbauer wird aber auch Swertschkow selbst in Betracht gezogen. Er lud zahlreiche Künstlerfreunde ein, insbesondere aus Deutschland, Russland, dem Vereinigten Königreich und der Schweiz, dort neben und mit ihm zu arbeiten. Bis zu seinem Tod im Jahr 1888 etablierte Swertschkow neben diversen einzelnen Künstlerateliers auch Werkstätten zur Herstellung von Kunstgegenständen für den Innenbereich, darunter eine Gemäldefabrik, ein Unternehmen zur Massenproduktion von Gemälden. Sein Künstlerhaus entwickelte sich so zu einem Zentrum internationaler Kunst.
Zu den Künstlern, die im Palazzo dei Pittori lebten und arbeiteten, zählen neben Arnold Böcklin, der hier unter anderem das Gemälde Schlafende Diana, von zwei Faunen belauscht (1877), sein Medusenhaupt (1878) und mehrere Fassungen der Toteninsel (1880–1885) schuf, Victoria Åberg, Silvestro Lega, Giovanni Costetti und Domenico Trentacoste. Das Künstlerhaus wurde von prominenten Persönlichkeiten besucht, so von der italienischen Königin Margarethe, dem deutschen Prinzen Wilhelm und dessen Mutter Victoria sowie den Schriftstellern Gustav Floerke und Gabriele D’Annunzio.
Nach Swertschkows Tod diente das Gebäude zeitweise als private Malschule und Literatentreffpunkt. Nach zwanzigjährigem Leerstand wurde es im Jahr 2015 für diverse künstlerische und öffentliche Nutzungen wieder geöffnet.